# 卡洛 (德国)
卡洛是德国梅克伦堡-前波莫瑞州西北梅克伦堡县的一个市镇。总面积31.31平方公里，总人口1247人，其中男性646人，女性601人（2011年12月31日），人口密度40人/平方公里。